# Ibdane, Hassan
Ibdane là một làng thuộc tehsil Hassan, huyện Hassan, bang Karnataka, Ấn Độ.